# نيكي بيلا
ستيفاني نيكول غارسيا-كولس (بالإنجليزية: Stephanie Nicole Garcia-Colace؛ مواليد 21 نوفمبر 1983) هي عارضة أزياء أمريكية ومُصارِعة محترفة تُعرف باسم نيكي بيلا (بالإنجليزية: Nikki Bella)‏ ولها شقيقتها التوأم بري بيلا يشار إليهما مجتمعتين بالتوأم بيلا أو (ذا بيلا توينز)، تعملان لصالح دبليو دبليو إي.
قبل أن تتم ترقيتهما وضمهما إلى الطاقم الرئيسي في الWWE تصارعتا في بطولة المصارعة بفلوريدا، حيث تم تدريبهم من قبل توم بريتشارد. وكانتا تتنافسان بشكل تاغ تيم بصورة رئيسية.بري ظهرت أول مرة على سماك داون في أغسطس 2008، هي ظهرت أولاً قبل نيكي. وكجزء من أعمال شخصيتها في برنامج المصارعة كانت تختفي تحت الحلبة أثناء المباراة وتعود لتظهر من جديد وبحيوية. وفي نهاية المطاف تم اكتشاف إنها كانت تبدل الأماكن مع توأمها نيكي وذلك سعياً للأفضلية على الخصم. ثم بدئتا بالتنافس على شكل تاج تيم.

## مسيرتها في المصارعة المحترفة

### النشأة والمسيرة
تربيتا في سكوتسديل بولاية أريزونا، وهما من أصل مكسيكي وإيطالي. لعبتا كرة القدم حتى أيام الكلية ثم بدئتا بالعمل كعارضتا أزياء والقيام بالتمثيل والأعمال الترويجية.

### المصارعة العالمية للترفيه دابليو دابليو إي
وقعت عقود تنموية من قبل المصارعة العالمية للترفيه (WWE) في يونيو 2007 وتم تعيينها بالمصارعة الحرة بفلوريدا(FCW).وفي 15 سبتمبر، ظهرت لأول مرة عام 2007 في FCW، تحت اسم نيكي بيلا وبرى بيلا، بفوزه على ناتاليا نيدهارت وكريسي فين بوجود فيكتوريا كراوفورد، أليشا فوكس كضيف حكم خاص.الثنائي سرعان ما دخلا في سيناريو من شجار ومنافسة مع نيدهارت وكراوفورد، وكان لهما سلسلة من المباريات ضدهما طوال أكتوبر عام 2007. كجزء من شخصيتهما على الشاشة كانتا تتبادلا الأماكن إذا كانت إحداهما قد أُصيبت أثناء المباراة. أيضاً كانتا احياناً تشكلا جزء من أفرقة ثنائية مختلطة، حيث كان التوأم ينضم إلى الذكور لتشكيل أفرقة ثنائية بما في ذلك كوفي كينغستون وروبرت أنتوني.

### بطولة الديفاز (2010–2012)
بدأت هي واختها بالتنازع مع ايف توريس وذلك حين ظهرتا في المباراة بين إيف وناتاليا بصفتهما كجزء من مجموعة الفتيات اللاوتي يحطن الحلبة من إحدى حلقات دبليو دبليو إي راو. وعقب المباراة، هاجمتا توريس وراء الكواليس قبل أن تمنعهما كيم وناتاليا. في فبراير 21 على عرض الراو، فاز البيلا توينز على توريس وكيم في مباراة تاغ تيم. في الأسبوع التالي، فازت نيكي في مباراة الرويال للديفا لتصبح المنافس رقم واحد لبطولة الWWE للديفاز، وتمت المواجهة بين نيكي وتوريس على لقب البطولة في 7 مارس على إحدى حلقات الراو ولكن نيكي لم توفق. وفي 11 أبريل هزمت بري إيف توريس وفازت على لقب البطولة للديفا، وهي المرة الأولى التي تقوم بها إحدى التوأمين بحمل حزام البطولة في ال WWE.

### العودة إلى دابليو دابليو إي (2013)
عات نيكي بيلا إلى wwe في 11 مارس 2013 في إحدى حلقات عرض الرو ظهرت في مقطع وراء الكواليس مع فريق علماء رودس(Team Rhodes Scholars) (كودي رودز وداميان ساندو).وفي مارس 15 على إحدى حلقات سماكداون هاجمت البيلا توينز الFunkadactyls (كاميرون ونعومي)، وفي الأسبوع التالي تدخلتا في مباراة بين فريق علماء رودس وبرودس كلاي وتينساي ولكن تمت مهاجمتهما من قبل كامرون ونعومي. أول عودة لهم للحلبة كانت في 27 مارس في إحدى حلقات WWE Main Event وهزمتا الFunkadactyls بعد تدخل من رودس، وأيضا انتصر التوأم على كامرون ونعومي على عرض الراو.

## أطول فترة احتفاظ باللقب في تاريخ دابليو دابليو إي
احتفظت نيكي بيلا بلقب الديفاز لمدة 301 يوم وتعتبر أطول فترة حصلت في تاريخ الاتحاد لكنها خسرت اللقب في عرض ليلة الابطال 2015 من شارلوت فلير.

## في المصارعة
الحركات النهائية
yes luck اخضاع نعم "بري بيلا"
Bella buster بيلا منهية القتال "كلاهما"
Arjentina backbreake كاسر الظهر الأرجنتيني "نيكي"
سحر التوأم (وذلك بتبديل التوأم المصابة داخل الحلبة مع التوأم السليمة خارج الحلبة بدون أن ينتبه الحكم لذلك)

## حياتها الشخصية
في مايو 2014، أعلنت نيكول في توتال ديفاز أنها تزوجت حبيبتها في المدرسة الثانوية في سن العشرين؛ تم فسخ الزواج بعد ذلك بثلاث سنوات.
بدأ نيكي بمواعدة جون سينا في عام 2012. تمت الخطبة في 2 أبريل 2017، عندما عرض عليها سينا الزواج بعد مباراة فريقهما المختلطة في راسلمينيا 33. في 15 أبريل 2018، ألغى الزوجان الخطوبة وألغوا حفل زفافهما، والذي كان مخططًا له في 5 مايو 2018.
وهي على علاقة مع الراقص الروسي أرتيم تشيجفينتسيف منذ يناير 2019. في 3 يناير 2020، أعلن الزوجان خطوبتهما.
في 29 يناير 2020، أعلنت نيكي أنها تتوقع قدوم طفلها الأول مع شقيقتها التوأم بري، التي أعلنت حملها هي الأخرى في نفس اليوم. في 11 يونيو 2020، في ختام الموسم الخامس من توتال بيلاس، أعلنت نيكي عن جنس طفلها صبي سيكون ذكر.

## وصلات خارجية
- نيكي بيلا على موقع دبليو دبليو إي (الإنجليزية)
- نيكي بيلا على موقع CageMatch worker (الإنجليزية)
- نيكي بيلا على موقع قاعدة بيانات المصارعة على الإنترنت (الإنجليزية)
- نيكي بيلا على موقع IMDb (الإنجليزية)
- نيكي بيلا على موقع قاعدة بيانات الفيلم (الإنجليزية)
- Online World of Wrestling profile